# Condado de Calhoun (Michigan)
O Condado de Calhoun é um dos 88 condados do estado americano de Michigan. A sede do condado é Marshall, e sua maior cidade é Marshall.
O condado possui uma área de 1 861 km² (dos quais 25 km² estão cobertos por água), uma população de 137 985 habitantes, e uma densidade populacional de 75 hab/km² (segundo o censo nacional de 2000).